# Lissotorymus laevigatus
Lissotorymus laevigatus är en stekelart som beskrevs av Kamijo 1961. Lissotorymus laevigatus ingår i släktet Lissotorymus och familjen gallglanssteklar. Inga underarter finns listade i Catalogue of Life.